# De klinkende klokken
De klinkende klokken is het tweehonderddertiende stripverhaal uit de reeks van Suske en Wiske. Het scenario is van Paul Geerts en de tekeningen zijn van Marc Verhaegen. 
Het is gepubliceerd in De Standaard en Het Nieuwsblad van 3 februari 1992 tot en met 26 mei 1992. De eerste albumuitgave in de Vierkleurenreeks was in september 1992, met albumnummer 233.

## Locaties
- België, snuffelmarkt, China, gebied waar de bewoners zich nog kleden als in de tijd van de grote mandarijnen met kasteel van Tsing en huis van Wangsné, bergen van Tibet

## Personages
- Suske, Wiske met Schanulleke, tante Sidonia, Lambik, Jerom, professor Barabas, Tsing Tchang Païng, Wangsné Wang Pang, Loem-Pia (paradijsvogel, eerst witte duif), medewerker van de sterrenwacht, handlangers Tsing, yeti, lokale Chinese vrouw, Chinese Nachtegaal

## Uitvindingen
- de gyronef

## Het verhaal
Lambik koopt op een snuffelmarkt een pendule voor tante Sidonia, die jarig is. In China werkt intussen oude man genaamd Wangsné Pang Pang aan zijn levenswerk: hij wil zijn ziel in een speciale klok stoppen. Door het getik moet er vrede op aarde komen.  Spionnen van Tsing Tchang Païng luisteren Wangsné af en komen in actie als de klok eenmaal af is; Tsing wil Wangsnés klok namelijk zelf bezitten. Wangsné redt zijn levenswerk voorlopig door zijn ziel aan Loem-Pia, een witte duif, te geven. Loem-Pia kan ontsnappen. Hij verandert vervolgens in een paradijsvogel doordat hij nu de ziel van Wangsné in zich draagt. Hij kan nu spreken en vliegt met de snelheid van het licht. 
Als Tsing Tchang Païng haar eigen kwaadaardige ziel in de klok legt raken alle klokken elders in de wereld hierdoor van slag, met een enorme chaos tot gevolg. In het huis van tante Sidonia geven alle klokken ineens een andere tijd aan. Lambik krijgt moeilijkheden als hij met de trein wil reizen. Als de sterrenwacht wordt gebeld, blijkt daar zelfs de atoomklok te zijn stilgevallen. De vrienden gaan naar professor Barabas, die vertelt dat de geleerden ook niet snappen wat er aan de hand is. Dan arriveert de paradijsvogel met de ziel van Wangsné. De ziel vertelt over zijn klok in China en keert dan weer terug in de vogel. De vrienden weten nu dat ze naar China moeten om ervoor te zorgen dat alle klokken in de wereld weer normaal lopen. Ze vertrekken met de gyronef. 
Door een stommiteit van Lambik moeten ze een noodlanding maken in Tibet, waar tante Sidonia even door een yeti wordt meegenomen. De vrienden reizen weer verder als Jerom de gyronef heeft gerepareerd. Loem-Pia vertelt een Chinese Nachtegaal over zijn avontuur. De nachtegaal spioneert echter voor Tsing. Loem-Pia kan de vrienden nog op tijd waarschuwen. Jerom verslaat enkele handlangers van Tsing. De vrienden krijgen in China lokale kleding. Het huis van Wangsné wordt gevonden en hij ligt hier bewusteloos op de grond. Tante Sidonia blijft in het huis en de anderen gaan op zoek naar de klok. Bij de rivier aangekomen worden de vrienden weer aangevallen door de handlangers van Tsing. 
Als Loem-Pia moet vluchten voor pijlen, ontdekt hij toevallig de grot met de klokkenverzameling van Tsing. De klok van Wangsné staat hier ook. Jerom verslaat de mannen van Tsing opnieuw. De ziel van Wangsné komt weer uit de paradijsvogel en jaagt de slechte ziel van Tsing uit de klok. Dit zorgt dat de chaos elders op Aarde eindelijk stopt. Loem-Pia vliegt snel naar het lichaam van Wangsné, waarna diens ziel terugkeert in zijn eigen lichaam. De paradijsvogel wordt nu weer een gewone duif. Door de onderlinge strijd van de krachten breekt er brand uit in het huis van Wangsné. 
De vrienden kunnen uiteindelijk al Tsings handlangers verslaan. Bovendien komt de klokkenverzameling van Tsing tegen hun meesteres in opstand, en uiteindelijk moet Tsing zich gewonnen geven. Ze ziet hierna zelf haar fouten in en Wangsné schenkt haar vergeving. Wangsné krijgt de verzameling klokken van Tsing. De vrienden gaan hierna weer naar huis.

## Trivia
- De naam Loem-Pia is een verwijzing naar loempia.
- De pseudo-Chinese naam Tching Tchang Païng is een verwijzing naar het Antwerpse Sint-Jansplein, zoals uitgesproken in het Antwerps dialect.